# بول بولجانسكي
بول بولجانسكي (بالبولندية: Paweł Poljański)‏ (و. 1990  م) هو راكب دراجة هوائية، من بولندا، ولد في غدينيا، شارك في طواف إيطاليا 2014، وسباق طواف فرنسا 2017.

## سباقات أو مراحل فاز بها
| التاريخ        | السباق                        | المركز                      |
| -------------- | ----------------------------- | --------------------------- |
| 01 يناير 2011  | 2011 Carpathian Couriers Race | المركز الثاني               |
| 01 يونيو 2014  | طواف إيطاليا 2014             | العاشر في تصنيف أفضل شاب    |
| 02 فبراير 2020 | فولتا سان خوان 2020           | المرتبة 13 في التصنيف العام |

## روابط خارجية
- بول بولجانسكي على موقع الاتحاد الدولي للدراجات (الإنجليزية)
- بول بولجانسكي على موقع أرشيف الدراجات (الإنجليزية)
- بول بولجانسكي على موقع إحصائيات الدراجات الإحترافية (الإنجليزية)
- بول بولجانسكي على موقع نسبة الدراجات (الإنجليزية)
- بول بولجانسكي على موقع CycleBase (الإنجليزية)